# Microperoryctes papuensis
Microperoryctes papuensis — вид сумчастих ссавців із родини бандикутових.

## Морфологічна характеристика
Довжина тіла від 17.5 до 20.5 см і хвіст від 14 до 15.8 см; вага від 145 до 184 грамів. Шерсть м'яка, забарвлена в сірий чи коричневий колір. Темна середина тягнеться від шиї до основи хвоста. Черево у молодих екземплярів світло-сіре, у старших стає помітно червонувато-помаранчевим. Остання шоста частина хвоста біла.

## Ареал
Цей вид є ендеміком гір південно-східної Папуа Нової Гвінеї. Зафіксований на висотах від 1200 до 2650 м над рівнем моря як у первинних, так і в вторинних тропічних вологих лісах у важкопрохідних гірських районах.

## Загрози й охорона
Місцеві жителі полюють на M. papuensis щоб отримати їжу, але це, ймовірно, не є великою загрозою. Вид не зустрічається в жодних заповідних територіях.